# Grillon (Vaucluse)
Grillon é uma comuna francesa na região administrativa da Provença-Alpes-Costa Azul, no departamento de Vaucluse. Estende-se por uma área de 14,92 km². Em 2010 a comuna tinha 1 773 habitantes (densidade: 118,8 hab./km²).